# Das Mädchen, das die Seiten umblättert
Das Mädchen, das die Seiten umblättert (Originaltitel: La Tourneuse de pages) ist ein französisches Filmdrama aus dem Jahr 2006. Der Thriller des klassischen Musikers und filmischen Quereinsteigers Denis Dercourt verfolgt die Geschichte eines Racheplans in der Welt der Kammermusik.

## Handlung
Die zehnjährige Mélanie ist eine talentierte Klavierspielerin aus einer bürgerlichen Familie, die an der Aufnahmeprüfung eines Konservatoriums teilnimmt. Das Mädchen spielt zunächst fehlerfrei und sicher. Doch während ihrer Darbietung winkt die Vorsitzende der Jury, die Pianistin Ariane Fouchécourt, eine Bewunderin heran, um deren Autogrammwunsch zu erfüllen, nachdem sie ihren ersten Versuch im Flur vor dem Vorspiel noch abgewimmelt hatte. Diese Taktlosigkeit bringt das Mädchen aus dem Spiel, unkonzentriert macht sie Fehler und fällt durch. Schweigend, voll Wut und ihre Tränen mühsam zurückhaltend tritt sie ab. Zuhause verschließt sie ihr Klavier und stellt ihre kleine Beethoven-Büste in den Schrank.
Ein Jahrzehnt später – das Klavierspielen hat sie aufgegeben – absolviert sie ein Praktikum in einer Anwaltskanzlei. Ihr Chef Jean Fouchécourt sucht jemanden, der während der Ferien seinen kleinen Sohn Tristan betreut. Mélanie bietet sich an und lernt so die Frau des Anwalts kennen – es ist Ariane, die Mélanies Traum von einer Musikkarriere zunichtegemacht hatte. Sie erkennt das junge Mädchen aber nicht wieder.
Auf dem luxuriösen Landsitz der Fouchécourts, vierzig Kilometer vor Paris, kümmert sich Mélanie um Tristan und ist darüber hinaus für Ariane als geschickte Notenwenderin tätig. Die Konzertpianistin, die auch in einem Trio spielt, hat in der nächsten Woche einen wichtigen Rundfunkauftritt, leidet aber seit einem Auffahrunfall an ausgeprägtem Lampenfieber. Mélanies Unterstützung gibt ihr jedoch Sicherheit, und sie bittet das Mädchen, sie auch beim Auftritt zu unterstützen. Dieser wird ein Erfolg für das Trio. Nach der Veranstaltung küsst Mélanie die Pianistin zärtlich auf die Wange. Ariane ist überrascht, weist sie aber nicht zurück. Schon zuvor hatte die Geigerin des Trios zu Ariane gesagt, Mélanie schaue sie mit „besonderer Intensität“ an.
Arianes Ehemann tritt eine Geschäftsreise an und lässt Frau und Sohn mit Mélanie allein zurück. Am Schwimmbecken fallen Ariane die Reize des Mädchens auf. Während eines Versteckspiels der drei kommt es erneut zu einer subtilen Annäherung Mélanies. Beim gemeinsamen Kauf eines Kleides beobachtet Ariane Mélanie beim Umziehen. Beim nächsten Auftritt Arianes ist Mélanie plötzlich verschwunden; die Pianistin erlebt ein Fiasko. Kurz darauf taucht Mélanie wieder auf, und es kommt erneut zu einer zärtlichen Berührung.
Am Vorabend ihrer Abreise bittet Mélanie Ariane um ein Autogramm. Ariane gesteht ihr auf der Rückseite des Bildes ihre Liebe und bringt ihren Wunsch nach einem Wiedersehen zum Ausdruck. Am nächsten Morgen schiebt Mélanie diese Karte in den Poststapel auf Jeans Schreibtisch und reist ab. Als Jean die Autogrammkarte findet, bricht Ariane nach diesem Verrat Melanies zusammen. In der Schlusseinstellung sieht man Mélanie, befriedigt durch die gelungene Rache, auf dem Weg zum Bahnhof.

## Hintergrund
Der Regisseur Denis Dercourt ist Bratschist und lehrt seit 1995 am Straßburger Konservatorium. „Umblätterer“ gibt es auch in der Kammermusik. Dercourt trug Déborah François auf, für die Rolle der Mélanie bestimmte Filme intensiv anzuschauen – unter anderem Alles über Eva (1950), in dem zwei Theaterschauspielerinnen um Erfolg konkurrieren, Teorema, wo die Ankunft eines Besuchers ein Chaos in der Familie anrichtet sowie Filme von Claude Chabrol.
Die Pianostücke im Film spielt Jérôme Lemonnier, Schuberts Notturno, dessen Klavierpart Ariane für das entscheidende Vorspiel einübt, spielt das Trio Wanderer mit Jean-Marc Phillips-Varjabédian (Violine), Raphaël Pidoux (Violoncello) und Vincent Coq (Klavier).

## Kritik
Kaum ein Kritiker, der sich bei diesem Film nicht an Chabrol erinnert fühlte, an seine Psychodramen und -krimis, welche die Erstarrung der ländlichen französischen Bourgeoisie sezieren. Zudem ist Mélanies Vater Metzger, wie in Chabrols Der Schlachter.
Eine Gemeinsamkeit zwischen der Musik und dem Filmschaffen sah Regisseur Dercourt in der Abwechslung von Spannung und Entspannung. Die Kritik attestierte ihm eine präzise, glasklare, kühle, schlichte und darin fast brutale Erzählweise. Sie vermittle ein direktes Gefühl für die Bedeutung der Disziplin in der Musik, die denn auch in diesem Film dramaturgisch geschickt eingesetzt werde. Wohl sei die Erzählung formelhaft und ritualisiert, lehne sich an Vorbilder nicht nur Chabrols an. Dercourt meint dazu, ein Genrefilm sei mit seinen Regeln wie ein klassisches Musikstück, aus dem man freiere Formen erschaffen kann; er fühle sich durch die Vorgaben entlastet.
Dennoch verfügt der Film über überraschende Handlungswendungen. Manche schätzten, dass keine Eindeutigkeit der Motive geschaffen wird, sondern ein Schweben zwischen widersprüchlichen Gefühlen von Zärtlichkeit und Brutalität, Liebe und Rache, und dass sich der Film genremäßig nicht festlegen lässt. Daher wurde auch Bedauern geäußert, dass ein zu klarer Schluss den Zwischentönen in Stimmung, Thema und Genre ein Ende bereitet.
Bei der Führung der Schauspieler ist für Dercourt das Tempo und das äußerlich Sichtbare, Körperliche für die Vermittlung innerer Zustände entscheidend. Er erklärte auch, die Spannungsmomente seien sehr unterkühlt gefilmt. Gemäß Kritik kommen die Gefühle der Figuren in „stummen Gesten, ahnungsvollen Blicken, sprechenden Andeutungen“ zum Vorschein, was mit der klaren Erzählstruktur kontrastiert. Die Leistungen des gesamten Ensembles erhalten Lob. Deborah François spiele Mélanie sehr zurückgenommen und minimalistisch. Mélanie erzählt kaum etwas über sich selbst, bleibt ein stummer, geduldiger Schatten, der höflich lächelt und keine Aufmerksamkeit auf sich zu ziehen sucht. Dahinter lauert ein obsessiver Charakter, der geschickt und gekonnt sein Opfer erlegt.
Mélanies Wie-du-mir-so-ich-dir besteht erstens aus einem verpatzten musikalischen Auftritt und zweitens aus der Zerstörung eines Lebensentwurfs. Es sei leicht, so die Kritik, mit ihrer „distinguierten“, „schönen“ Rache zu sympathisieren, weil sie erfrischend anarchisch ausfalle. Mélanie lässt Ariane in Unwissenheit darüber, warum sie das alles angerichtet hat, was die Rache gemäß Dercourt noch viel grausamer macht.
Kritikenspiegel
- epd Film vom Mai 2007 (sehr positive Besprechung, lobt Raffinesse des Drehbuchs)
- Der Spiegel Nr. 18/2007 (positive Kurzkritik, erwähnt Raffinesse von Inszenierung und Musikeinsatz)
- Die Welt vom 3. Mai 2007 (bewundert die leise, strenge Eleganz des Werks)
- Frankfurter Allgemeine Zeitung vom 3. Mai 2007 (sehr positiv; findet „Töne und Nuancen, die es so wohl nur im französischen Kino“ gäbe)
- Frankfurter Rundschau vom 3. Mai 2007 (sehr positiv, erkennt eine hohe Kunst gerade in der perfekten Ausführung der Regeln des Genres)
- Neue Zürcher Zeitung vom 9. Februar 2007 (zustimmende Kritik, welche die präzise Inszenierung und die Darstellung hervorhebt)
- taz vom 3. Mai 2007 (tendenziell positiv, lobt soziale Beobachtung und Spannung, bedauert aber, dass spannungserzeugende Ambivalenz durch überdeutliches Ende verloren geht)

## Auszeichnungen
Der Film wurde für folgende Preise nominiert:
César 2007
- Nominierung in der Kategorie Beste Hauptdarstellerin für Catherine Frot
- Nominierung in der Kategorie Beste Nachwuchsdarstellerin für Déborah François
- Nominierung in der Kategorie Beste Filmmusik für Jérôme Lemonnier